# Gerhard Graff
Gerhard Graff (* 1670 in Münster; † 1723 in Emmerich) war ein deutscher Jesuit.

## Leben
Gerhard Graff trat 1689 in den Jesuitenorden ein und widmete sich nach dem Abschluss seines Studiums in den Kollegs seines Ordens dem Unterricht. Er lehrte einige Zeit Grammatik im Jesuitenkolleg in Hildesheim. Dann zog er es aber vor, als Kanzelredner zu wirken, und predigte unter großem Zuspruch in Düsseldorf, Paderborn und Köln. Er starb 1723 im Alter von 53 Jahren in Emmerich.
Als Schriftsteller wurde Graff bekannt durch die Bearbeitung von Carlo Stradiottis öfter gedruckter und viel gelesener Biographie des italienischen Jesuiten Francesco de Geronimo. Diese Bearbeitung veröffentlichte er unter dem Titel Kurzer Auszug des Lebens, von den Tugenden und Wunderwerken des gottseligen P. Francisci de Hieronymo, in italienischer Sprache unlängst herausgegeben von Carlo Stradiotti, nunmehr aber verdeutscht und verkürzt (Köln 1719).